# Église Saint-Rémy de Saint-Rémy
Pour les articles homonymes, voir Église Saint-Rémi.
L'église Saint-Rémy est une église située à Saint-Rémy, en France.

## Localisation
L'église est située dans le département français de l'Ain, sur la commune de Saint-Rémy.

## Historique
L'édifice est inscrit au titre des monuments historiques en 1926.